# Albert Walder
Albert Walder (ur. 9 listopada 1957 w Toblach) – włoski biegacz narciarski, zawodnik klubu G.S. Forestale.

## Kariera
W Pucharze Świata zadebiutował 18 stycznia 1985 roku w Seefeld, zajmując 16. miejsce w biegu na 30 km. Tym samym już w swoim debiucie zdobył pierwsze pucharowe punkty. Na podium zawodów tego cyklu stanął raz: 1 marca 1987 roku w Lahti, kończąc rywalizację w biegu na 30 km stylem dowolnym na trzeciej pozycji. W zawodach tych wyprzedzili go jedynie Aleksiej Prokurorow z ZSRR i Szwed Torgny Mogren. W klasyfikacji generalnej sezonu 1986/1987 zajął ostatecznie czternaste miejsce.
W 1985 roku wystartował na mistrzostwach świata w Seefeld, gdzie zajął 16. miejsce w biegu na 30 km stylem klasycznym. Na rozgrywanych dwa lata później mistrzostwach świata w Oberstdorfie był piąty w sztafecie, a w biegu na 50 km stylem dowolnym zajął ósmą pozycję. Brał też udział w igrzyskach olimpijskich w Calgary w 1988 roku, zajmując piąte miejsce w sztafecie oraz 16. miejsce na dystansie 50 km techniką dowolną.

## Osiągnięcia

### Igrzyska olimpijskie
| Miejsce | Dzień     | Rok  | Miejscowość | Konkurencja             | Czas biegu | Strata  | Zwycięzca  |
| ------- | --------- | ---- | ----------- | ----------------------- | ---------- | ------- | ---------- |
| 5.      | 22 lutego | 1988 | Calgary     | Sztafeta 4 × 10 km      | 1:43:58,6  | +2:18,1 | Szwecja    |
| 16.     | 27 lutego | 1988 | Calgary     | 50 km stylem klasycznym | 2:04:30,9  | +4:48,7 | Gunde Svan |

### Mistrzostwa świata
| Miejsce | Dzień       | Rok  | Miejscowość      | Konkurencja             | Czas biegu | Strata | Zwycięzca        |
| ------- | ----------- | ---- | ---------------- | ----------------------- | ---------- | ------ | ---------------- |
| 16.     | 18 stycznia | 1985 | Seefeld in Tirol | 30 km stylem klasycznym | 1:18:24,1  | ?      | Gunde Svan       |
| 5.      | 15 lutego   | 1987 | Oberstdorf       | Sztafeta 4 × 10 km      | 1:38:04,6  | +26,3  | Szwecja          |
| 8.      | 21 lutego   | 1987 | Oberstdorf       | 50 km stylem dowolnym   | 2:11:27,2  | ?      | Maurilio De Zolt |

### Puchar Świata

#### Miejsca w klasyfikacji generalnej
- sezon 1984/1985: 41.
- sezon 1985/1986: 21.
- sezon 1986/1987: 14.
- sezon 1987/1988: 30.

#### Miejsca na podium
| Nr | Dzień   | Rok  | Miejscowość | Konkurencja             | Czas biegu | Pozycja | Strata | Zwycięzca           |
| -- | ------- | ---- | ----------- | ----------------------- | ---------- | ------- | ------ | ------------------- |
| 1. | 1 marca | 1987 | Lahti       | 30 km stylem klasycznym | 1:29:58,5  | 3.      | +58,9  | Aleksiej Prokurorow |